# 馬丁·佩德森
馬丁·佩德森（挪威語：Martin Pedersen，1952年2月—）是一名挪威銀行搶劫犯，他在1970年代對東挪威的銀行和郵局進行了19次武裝搶劫。他後來被稱為“挪威最大的銀行劫匪”。他在1981年被捕之前，據說已經搶了近1300萬挪威克朗。